# Lenox (Geórgia)
Lenox é uma cidade  localizada no estado americano de Geórgia, no Condado de Cook.

## Demografia
Segundo o censo americano de 2000, a sua população era de 889 habitantes.
Em 2006, foi estimada uma população de 899, um aumento de 10 (1.1%).

## Geografia
De acordo com o United States Census Bureau tem uma área de 3,3 km², dos quais 3,2 km² cobertos por terra e 0,1 km² cobertos por água. Lenox localiza-se a aproximadamente 88 m acima do nível do mar.

## Localidades na vizinhança
O diagrama seguinte representa as localidades num raio de 20 km ao redor de Lenox.